# フアン・イグナシオ・チェラ
フアン・イグナシオ・チェラ（Juan Ignacio Chela, 1979年8月30日 - ）は、アルゼンチン・ブエノスアイレス出身の男子プロテニス選手。自己最高位はシングルス15位、ダブルス32位。ATPツアーでシングルス6勝、ダブルス3勝を挙げた。身長190cm、体重75kg。右利き、バックハンド・ストロークは両手打ち。

## 来歴
6歳からテニスを始めたチェラは1998年にプロ入り。転向後は順調にランクを上げていき、2000年メキシコ・オープンでツアー初優勝を挙げる。ところが同年、全米オープンの前哨戦のシンシナティ・マスターズ出場時に受けた検査により翌2001年にドーピング違反が発覚。ATPにより8000ドルの罰金とシンシナティ以降3か月分のポイント全てを剥奪され、(獲得賞金は没収されなかった)当時48位まで登りつめたランクが一気に826位まで下がってしまう。この為一時はツアー下部のチャレンジャー大会への転戦を余儀なくされるものの、この年に出場した12のチャレンジャー大会の内、半数の6大会で優勝を遂げ、半年でランキングをトップ100へ戻すことに成功する。2002年以降はトップ50に定着し、2004年全仏オープン、2007年全米オープン、2011年全仏オープンでキャリア最高のシングルスベスト8に進出するなど、アルゼンチンテニス界のベテランとして安定した成績を残した。
ダブルスでは2010年ウィンブルドン選手権でエドゥアルド・シュワンクと組みベスト4に進出している。
チェラは2012年ウィンブルドン選手権が最後の大会出場になり、2012年12月に現役引退を発表した。

## ATPツアー決勝進出結果

### シングルス: 12回 (6勝6敗)
| 大会グレード                            |
| グランドスラム (0-0)                    |
| ATPワールドツアー・ファイナル (0-0)     |
| ATPワールドツアー・マスターズ1000 (0-0) |
| ATPワールドツアー・500シリーズ (2-2)    |
| ATPワールドツアー・250シリーズ (4–4)    |

| サーフェス別タイトル |
| ハード (0–2)         |
| クレー (6-4)         |
| 芝 (0-0)             |
| カーペット (0-0)     |

| 結果   | No. | 決勝日        | 大会               | サーフェス | 対戦相手                 | スコア           |
| ------ | --- | ------------- | ------------------ | ---------- | ------------------------ | ---------------- |
| 優勝   | 1.  | 2000年2月21日 | メキシコシティ     | クレー     | マリアノ・プエルタ       | 6–4, 7–6(4)      |
| 準優勝 | 1.  | 2001年1月28日 | ボゴタ             | クレー     | フェルナンド・ビセンテ   | 4–6, 6–7(6)      |
| 準優勝 | 2.  | 2002年1月13日 | シドニー           | ハード     | ロジャー・フェデラー     | 3–6, 3–6         |
| 優勝   | 2.  | 2002年7月15日 | アメルスフォールト | クレー     | アルベルト・コスタ       | 6–1, 7–6(4)      |
| 準優勝 | 3.  | 2002年8月25日 | ロングアイランド   | ハード     | パラドーン・スリチャパン | 7–5, 2–6, 2–6    |
| 優勝   | 3.  | 2004年4月12日 | エストリル         | クレー     | マラト・サフィン         | 6–7(2), 6–3, 6–3 |
| 準優勝 | 4.  | 2006年3月5日  | アカプルコ         | クレー     | ルイス・オルナ           | 6–7, 4–6         |
| 準優勝 | 5.  | 2006年7月24日 | キッツビュール     | クレー     | アグスティン・カレリ     | 6–7(9), 2–6, 3–6 |
| 優勝   | 4.  | 2007年2月26日 | アカプルコ         | クレー     | カルロス・モヤ           | 6–3, 7–6(2)      |
| 優勝   | 5.  | 2010年4月11日 | ヒューストン       | クレー     | サム・クエリー           | 5–7, 6–4, 6–3    |
| 優勝   | 6.  | 2010年9月26日 | ブカレスト         | クレー     | パブロ・アンドゥハル     | 7–5, 6–1         |
| 準優勝 | 6.  | 2011年2月20日 | ブエノスアイレス   | クレー     | ニコラス・アルマグロ     | 3–6, 6–3, 4–6    |

### ダブルス: 6回 (3勝3敗)
| 結果   | No. | 決勝日        | 大会                 | サーフェス | パートナー           | 対戦相手                                            | スコア            |
| ------ | --- | ------------- | -------------------- | ---------- | -------------------- | --------------------------------------------------- | ----------------- |
| 優勝   | 1.  | 2004年2月15日 | ビニャ・デル・マール | クレー     | ガストン・ガウディオ | ニコラス・ラペンティ マルティン・ロドリゲス         | 7–6(2), 7–6(3)    |
| 準優勝 | 1.  | 2004年3月7日  | アカプルコ           | クレー     | ニコラス・マスー     | ボブ・ブライアン マイク・ブライアン                 | 2–6, 3–6          |
| 優勝   | 2.  | 2004年4月18日 | エストリル           | クレー     | ガストン・ガウディオ | フランティシェク・チェルマク レオシュ・フリードル   | 6–2, 6–1          |
| 準優勝 | 2.  | 2005年5月1日  | エストリル           | クレー     | トミー・ロブレド     | フランティシェク・チェルマク レオシュ・フリードル   | 3–6, 4–6          |
| 優勝   | 3.  | 2010年9月25日 | ブカレスト           | クレー     | ルカシュ・クボット   | マルセル・グラノリェルス サンティアゴ・ベントゥーラ | 6–2, 5–7, [13–11] |
| 準優勝 | 3.  | 2011年4月17日 | モンテカルロ         | クレー     | ブルーノ・ソアレス   | ボブ・ブライアン マイク・ブライアン                 | 3–6, 2–6          |

## 4大大会シングルス成績
略語の説明
| W | F | SF | QF | #R | RR | Q# | LQ | A | Z# | PO | G | S | B | NMS | P | NH |

W=優勝, F=準優勝, SF=ベスト4, QF=ベスト8, #R=#回戦敗退, RR=ラウンドロビン敗退, Q#=予選#回戦敗退, LQ=予選敗退, A=大会不参加, Z#=デビスカップ/BJKカップ地域ゾーン, PO=デビスカップ/BJKカッププレーオフ, G=オリンピック金メダル, S=オリンピック銀メダル, B=オリンピック銅メダル, NMS=マスターズシリーズから降格, P=開催延期, NH=開催なし.
| 大会           | 1999 | 2000 | 2001 | 2002 | 2003 | 2004 | 2005 | 2006 | 2007 | 2008 | 2009 | 2010 | 2011 | 2012 | 通算成績 |
| -------------- | ---- | ---- | ---- | ---- | ---- | ---- | ---- | ---- | ---- | ---- | ---- | ---- | ---- | ---- | -------- |
| 全豪オープン   | LQ   | A    | 3R   | 2R   | 2R   | 2R   | 3R   | 4R   | 3R   | 1R   | A    | 1R   | 1R   | 3R   | 14–11    |
| 全仏オープン   | LQ   | 2R   | A    | 1R   | 3R   | QF   | 2R   | 1R   | 2R   | 2R   | 1R   | 2R   | QF   | 1R   | 15–12    |
| ウィンブルドン | A    | 1R   | A    | 1R   | 2R   | 2R   | A    | 1R   | 2R   | A    | A    | 1R   | 2R   | 1R   | 4–9      |
| 全米オープン   | LQ   | 1R   | A    | 4R   | 3R   | 1R   | 1R   | 1R   | QF   | A    | 2R   | 2R   | 3R   | A    | 13–10    |